# Stefano Pezzin
Stefano Pezzin (Bolzano, 25 giugno 1965) è un ex cestista italiano.

## Carriera
Nella stagione 1988-89, ventitreenne, giocò in Serie B2 a Ravenna, in una squadra che a fine anno conquistò la promozione in B1.
L'anno successivo approdò in comproprietà alla Libertas Forlì in Serie A2, e anche in questo caso l'annata terminò con una promozione. Il suo minutaggio stagionale fu in media di poco più di 9 minuti a partita.
L'estate seguente Pezzin fu ceduto da Ravenna (che si era riaggiudicata il suo cartellino) a Fabriano, dove iniziò una parentesi che finì per durare quattro anni, tutti trascorsi in A2.
Nel 1994-95 giocò per la Fortitudo Bologna nella massima serie, con cui mise a referto 3,2 punti e 1,8 rimbalzi in 13,7 minuti di media. Nel campionato seguente scese in A2 al Basket Rimini come parziale contropartita tecnica per la miliardaria operazione di mercato che portò Carlton Myers, Massimo Ruggeri e Franco Ferroni nel capoluogo bolognese.
La stagione 1996-97 disputata con la maglia della Jcoplastic Battipaglia fu la sua ultima disputata in Serie A2, visto che nell'estate del 1997 passò a Vigevano in Serie B d'Eccellenza. Di lì in poi giocò sempre in campionati dilettantistici del nord Italia o delle Marche, fino al ritiro dall'attività agonistica nel 2010 alla soglia dei 45 anni.